# Acastella
Acastella (лат.) — род трилобитов из семейства Acastidae, возникший в силурийском периоде и вымерший в девонском. Фоссилии представителей рода известны из девонских отложений Австралии, Алжира, Белоруссии, Испании и Украины, Марокко, Новой Зеландии, Польши и Франции, силурийско-девонских отложений Алжира, Марокко, Польши и Украины и из силурийских отложений Австралии, Латвии, Польши, Украины и Великобритании и Франции.
Были быстро двигающимися донными эпифаунальными хищниками.

## Систематика
В род входят следующие виды, многие из которых первоначально классифицировались как представители других родов:
- Acastella spinosa (Salter, 1864)typus
- Acastella granulosa Hollard, 1963
- Acastella heberti (Gossellet, 1888)
- Acastella jacquemonti Hollard, 1963
- Acastella patula Hollard, 1963
- Acastella prima Tomczykowa, 1962
- Acastella roualti (De Tromelin & Lebescomte, 1875)
- Acastella tanzidensis Hollard, 1963
- Acastella tiro (R. & E. Richter, 1954)

Ранее выделялись Phacops downingia evar. spinosa, Acaste downingiae spinosa, Acastava macrocentrus, но теперь они считаются синонимами Acastella spinosa.